# Richard Jefferson
Richard Allen Jefferson (Los Angeles, 23. lipnja 1980.) američki je profesionalni košarkaš. Igra na poziciji niskog krila, a trenutačno je član NBA momčadi Cleveland Cavaliersa. Izabran je u 1. krugu (13. ukupno)NBA drafta 2001. od strane Houston Rocketsa.

## Srednja škola i sveučilište
Jefferson je pohađao srednju školu Moon Valley High School u zapadnom Phoenixu, savezna država Arizona. S njome je 1998. osvojio naslov 4A državnog prvaka. Karijeru je nastavio na sveučilištu Arizona. 

## NBA

### New Jersey Nets
Sedam sezona proveo je kao član New Jersey Nets i bio njihov ponajbolji igrač. S Netsima je igrao dva uzastopna NBA finala (2002. i 2003.), ali nije uzeo naslov NBA prvaka. Bio je član američke reprezentacije na Olimpijskim igrama u Ateni 2004. godine. 
Karijeru je započeo kao zamjena za startno krilo Keitha Van Horna i pokazao se kao odličan obrambeni, i all-around igrač. Zbog svojeg potencijala Netsi su mijenjali Van Horna u Philadelphia 76erse, a Jefferson je uzeo mjesto startera. To se pokazalo kao dobar potez Netsa zbog toga što je Jefferson počeo prikazivati odlične igre i uz to postao je odličan šuter s perimetra. U kolovozu 2004. s Netsima je potpisao šestogodišnji ugovor vrijedan 78 milijuna američkih dolara. 
Većinu sezone 2004./05. propustio je zbog loma ligamenata lijevog koljena i ukupno je odigrao samo 33 utakmice, ali se na parkete vratio u prvom krugu doigravanja protiv Miami Heata. Nakon te ozljede u sljedeće tri sezone propustio je samo 5 utakmica. U siječnju 2007. ponovo se ozljedio i tada je morao otići na operaciju koljena. Mjesto startera preuzeo je Boštjan Nachbar, a Jefferson se na parkete vratio nakon šest tjedana izbivanja. Njegov izostanak bio je veliki udarac za Netse, ali povratkom u startnu petorku Netsi su osigurali svoj nastup u doigravanju. U sezoni 2007./08. igrao je najbolju košarku u karijeri. U prvih sedam utakmica sezone u prosjeku je postizao 26.9 poena, 5.6 skokova i 2.4 asistencije. 4. prosinca 2007. postao je drugim najboljim strijelcem u povijesti franšize Netsa. 

### Milwaukee Bucks
25. lipnja 2008. mjenjan je u Milwaukee Buckse za krilnog centra Yi Jianliana i bek šutera Bobbyja Simmonsa. Jefreson je izjavio da je bio šokiran odlaskom iz Netsa nakon sedam godina, ali da ga u Bucksima veseli igranje s Michaelom Reddom. U sezoni 2008./09. imao je prosjek od 19.6 koševa i 4.6 skokova, započevši sve 82 utakmice u regularnom dijelu sezone te ostvarivši za sebe rekordno kvalitetan postotak šuta za tri poena (39.7%). 

### San Antonio Spurs
23. lipnja 2009. mjenjan je u San Antonio Spurse za trojicu veterana Brucea Bowena, Kurta Thomasa i Fabricia Oberta.

## NBA statistika

### Regularni dio
| Godina    | Klub       | Odig. uta. | Uta. poč. | Min. | 2P%  | 3P%  | Sl. bac.% | Skok. | Asist. | Ukr. lop. | Blok. | Poena |
| --------- | ---------- | ---------- | --------- | ---- | ---- | ---- | --------- | ----- | ------ | --------- | ----- | ----- |
| 2001./02. | New Jersey | 79         | 9         | 24.3 | .457 | .232 | .713      | 3.7   | 1.8    | .8        | .6    | 9.4   |
| 2002./03. | New Jersey | 80         | 80        | 36.0 | .501 | .250 | .743      | 6.4   | 2.5    | 1.0       | .6    | 15.5  |
| 2003./04. | New Jersey | 82         | 82        | 38.2 | .498 | .364 | .763      | 5.7   | 3.8    | 1.1       | .3    | 18.5  |
| 2004./05. | New Jersey | 33         | 33        | 41.1 | .422 | .337 | .844      | 7.3   | 4.0    | 1.0       | .5    | 22.2  |
| 2005./06. | New Jersey | 78         | 78        | 39.2 | .493 | .319 | .812      | 6.8   | 3.8    | .8        | .2    | 19.5  |
| 2006./07. | New Jersey | 55         | 53        | 35.6 | .456 | .359 | .733      | 4.4   | 2.7    | .6        | .2    | 16.3  |
| 2007./08. | New Jersey | 82         | 82        | 39.0 | .466 | .362 | .798      | 4.2   | 3.1    | .9        | .3    | 22.6  |
| 2008./09. | Milwaukee  | 82         | 82        | 35.8 | .439 | .397 | .805      | 4.6   | 2.4    | .8        | .2    | 19.6  |
| Ukupno    |            | 571        | 499       | 35.8 | .469 | .353 | .781      | 5.3   | 3.0    | .9        | .3    | 17.7  |

### Doigravanje
| Godina    | Klub       | Odig. uta. | Uta. poč. | Min. | 2P%  | 3P%  | Sl. bac.% | Skok. | Asist. | Ukr. lop. | Blok. | Poena |
| --------- | ---------- | ---------- | --------- | ---- | ---- | ---- | --------- | ----- | ------ | --------- | ----- | ----- |
| 2001./02. | New Jersey | 20         | 0         | 22.1 | .465 | .000 | .550      | 4.6   | 1.3    | .6        | .4    | 7.0   |
| 2002./03. | New Jersey | 20         | 20        | 35.6 | .476 | .000 | .718      | 6.4   | 2.4    | .8        | .2    | 14.1  |
| 2003./04. | New Jersey | 11         | 11        | 41.8 | .418 | .273 | .713      | 6.3   | 3.8    | 1.3       | .7    | 19.8  |
| 2004./05. | New Jersey | 4          | 1         | 35.0 | .400 | .200 | .677      | 5.5   | 2.3    | .8        | .0    | 15.8  |
| 2005./06. | New Jersey | 11         | 11        | 39.7 | .545 | .414 | .825      | 4.1   | 4.1    | .9        | .4    | 22.2  |
| 2006./07. | New Jersey | 12         | 12        | 40.8 | .482 | .325 | .924      | 5.6   | 2.3    | .8        | .4    | 19.7  |
| Ukupno    |            | 78         | 55        | 34.3 | .474 | .308 | .738      | 5.4   | 2.5    | .8        | .4    | 15.1  |

## Vanjske poveznice
- Profil na NBA.com
- Profil na ESPN.com